# 袁紹
袁 紹（えん しょう、? - 建安7年5月21日〈202年6月28日〉）は、中国後漢末期の武将・政治家。字は本初（ほんしょ）。豫州汝南郡汝陽県（現在の河南省周口市商水県）の人。
何進と協力して激しく宦官と対立。宦官勢力を壊滅させることに成功したが、董卓との抗争に敗れ、一時は首都の洛陽より奔り逼塞を余儀なくされた。後、関東において諸侯同盟を主宰して董卓としのぎを削った。同盟解散後も群雄のリーダー格として威勢を振るい、最盛期には河北四州を支配するまでに勢力を拡大したが、官渡の戦いにおいて曹操に敗れて以降は勢いを失い、志半ばで病死した。『三国志』魏志および『後漢書』に伝がある。

## 生涯

### 名門の実力者
後漢時代に4代にわたって三公を輩出した名門汝南袁氏の出身で、袁逢・袁隗の次の世代の人物にあたる。
袁紹の前半生ははっきりしないが、『三国志』魏志「袁紹伝」が引く『英雄記』によれば、生まれて間もなく父の袁成と死別し、叔父の袁逢と袁隗に育てられた。幼少にして郎に取り立てられ、20歳で濮陽の県令に任命されると清廉との評判を得た。母が亡くなると3年の喪に服し、喪が明けるとさらに父の喪にも服し、孝を尽くした。6年間の服葬の後、洛陽に隠れ住んだ。むやみに人と会わず、名声の高い人物とのみ交際した。
袁紹は威厳がある風貌をしており、また快活な性格で名門出身にも係わらず謙虚でもあったため、曹操ら大勢の人々から慕われたという。一説（『三国志』魏志「袁紹伝」が引く『英雄記』）には遊侠を好み、張邈（孟卓）・何顒（伯求）・許攸（子遠）・伍瓊（徳瑜）・呉巨（子卿）らの名士と「奔走の友」としての交わりを結んだ。朝廷からの招聘には応じなかった。
同世代の袁氏有力者として袁術がいた。宗族の長は袁紹と袁術のいずれかと目されており、都にいた地方の豪族子弟はこぞって両家に赴いたが、何顒や許攸らは袁術のもとには赴かなかったという。このため、袁氏の正嫡であると自負していた袁術に憎まれ、後に対立する一因となった。
当時、朝廷の政治を壟断していた宦官の趙忠らは、袁紹の行動を不審に思い危険視していた。そのことを聞いた叔父の袁隗は、一族を滅ぼすつもりかと袁紹を叱ったという（『三国志』魏志「袁紹伝」が引く『英雄記』）。そのため、何進の掾（属官）に召されるとようやく官途に就くことにした。間もなく侍御史・虎賁中郎将と累進し、188年には中軍校尉（西園八校尉の一つ）も兼ねた。
189年5月、俄かに霊帝が崩御すると、子の劉弁（後の少帝）を支持する何皇后と、劉協（陳留王、後の献帝）を支持する董太后との間で後継争いが起こった。劉協派の宦官の蹇碩は、何進を暗殺しようと図ったが失敗し、劉弁が即位した。劉協派を粛清し外戚として権力を握った何進は、さらに十常侍ら宦官勢力の一掃を袁術と図る。しかし、皇太后（何皇后）は宦官から賄賂を受けていたので、許可しなかった。また、宦官側もしきりに何進に留意を促したため、計画は進展しなかった。
そこで袁紹は、董卓ら諸侯の軍勢を洛陽に召集し、皇太后に決断を迫るよう献策した。その策は何進に採用されたが、後に董卓と諸侯の権力闘争の遠因となった。何進は袁紹を司隷校尉に任じて、兵権を与え洛陽の武官の取りまとめを任せ、また虎賁中郎将の袁術に命じて宦官から武力を取り上げようとした。しかし、時機を逸した上に秘密が漏れ、逆に何進は宦官に暗殺された。ここに至って袁紹は宮中に兵を進め、宦官を老若の区別なく皆殺しにした。
その後、董卓が混乱に乗じて洛陽に入り、武力を背景に朝廷の実権を握ると、袁紹と董卓の間に確執が生じる。董卓が少帝の廃立を諸侯に提議すると、袁紹はこれに反対して席を立ち、そのまま冀州に逃亡した。初め董卓は賞金を懸けて袁紹の行方を追っていたが、袁氏の勢力が結集することを恐れると、罪を赦して勃海郡の太守に任命し、邟郷侯に封じた。
初平元年（190年）正月、東郡太守橋瑁の呼びかけにより、各地の刺史や太守が打倒董卓の兵を挙げた。決起の檄文は冀州にも届き、袁紹もこれに応じた。同盟軍（反董卓連合軍）の盟主に推薦されると、車騎将軍を自称し、河内郡に駐屯した。しかし、袁紹は董卓軍の強さを恐れ、果敢に洛陽を攻めようとはしなかった。そのため、決戦を主張する曹操らから批判された。袁紹らの挙兵を受け、董卓は2月に長安への遷都を行い、洛陽に火を放った。袁隗・袁基ら袁氏一門はことごとく処刑された。これに対し袁紹は、董卓が和睦のために送った使者を捕らえ、執金吾の胡毋班らを殺している。
191年正月、袁紹は安否が不明な献帝に代え、幽州にいる大司馬劉虞の擁立を諸侯に図った。しかし、袁術や曹操などから忠義に背く行為であると反対され、さらに劉虞本人からも拒絶されたため断念した。4月、陽人の戦いの後、敗れた董卓は洛陽を捨てて長安に撤退したが、かつての洛陽は焦土と化し、また諸侯の間で内紛も起こり、最終的に連合軍は瓦解した。挙兵の大義を失った諸侯はそれぞれの根拠地へ戻り、自衛や勢力拡張のため相争うようになる。こうして後漢は、各地に群雄が割拠する内乱の時代に入った。

### 勢力拡張
董卓征討軍が解散した後、袁紹は同じ袁家の出身で、勢力を誇る袁術と対立を深める。
袁紹は韓馥と共に劉虞に皇帝就任を要請したが、劉虞には固辞された。劉虞はかえって、自身の忠誠の証を立てるために長安に使者を送り、献帝の方でも劉虞を頼りにしようと思うようになり、劉和を使者として送り劉虞に援軍を要請した。この動きを利用した袁術は、劉和を軟禁して手紙を書かせ、劉虞の軍勢の奪取を図った。
幽州において、異民族政策を巡り劉虞と対立してきた公孫瓚は、冀州や青州の黄巾討伐などで功績を挙げ、一方の雄として存在感を強めていた。公孫瓚は、劉虞の軍に自身の従弟の公孫越の軍を同行させ、袁術と友好関係を結ぶようになった。また、反董卓の義兵に加わると称して韓馥を攻撃するなど、軍事的な野心を露骨に見せるようになった。
このような状況下、袁紹は張楊らの軍勢を傘下に収め、さらに韓馥を見限った麴義の軍を味方につけ、軍事的に強勢となっていた。初平2年（191年）、公孫瓚に怯える韓馥に高幹や郭図らの使者を送り、冀州牧の地位を譲り受け牧となった。このときに沮授・田豊を配下とした。
またこれより以前、袁術は孫堅を豫州刺史に任命していたが、袁紹は洛陽に入った孫堅の力を削ぐため、周昂（あるいは周喁）を豫州刺史に任命し牽制させることにした。周昂と孫堅が争う中で、孫堅の援軍として袁術に派遣された公孫越が戦死するという事件が発生する。公孫瓚は袁紹への敵意を剥き出しにし、磐河まで出陣してきた。
初平3年（192年）、袁紹は界橋まで進軍した公孫瓚を迎え撃った。公孫瓚軍の布陣は、中央に歩兵3万余が方陣を敷き、その左右を騎兵1万余が固めるというものであった。袁紹軍の布陣は、先陣の麴義が楯を構えた兵士800人と1000張の強弩隊を指揮し、その後に袁紹自身が指揮を執る数万の歩兵が続いた。羌族の（騎兵）戦術を熟知した麴義の奮闘により、袁紹軍は公孫瓚の部将の厳綱を討ち取るなど勝利した(界橋の戦い)。袁紹は一時、敗走してきた公孫瓚の騎兵によって窮地に追い込まれ、田豊に逃走を勧められたが、戦地に踏みとどまって奮戦を続けたという。
黒山賊に背後を突かれるが、反撃しこれを破っている。
長安において董卓が暗殺され、その後の政争に敗れた呂布が頼ってきた。黒山賊の討伐に呂布を用いたが、呂布が戦功を鼻にかけるような態度をとったため殺害を謀ったが、張邈に制止された。これ以降、張邈との関係は冷え込んでいった。また鮑信は袁紹が驕慢となり、第二の董卓となりつつあると予測し、曹操に河南での自立を勧めたという。
その後、渤海郡をめぐる攻防で公孫瓚の籠る城を落とせず、退却したところを逆に追撃されて大敗を喫する。公孫瓚は南進して諸郡を攻めるも、袁紹は数万の軍を出動させる構えを見せ、冀州・青州を巻き込んで2年余りの長期戦と化す。結果的に袁紹は自領を守りきった。
192年、兗州において黒山賊による争乱が起きると、曹操を東郡太守に任命し支援した。青州には臧洪を派遣し田楷や孔融と対抗させた。一方で、荊州の劉表に袁術の背後を突かせ、劉表を攻撃した孫堅が戦死するという戦果を挙げる。劉岱とは家族を預けるほどの友好関係であったが、青州黄巾の再度の蜂起により劉岱が戦死すると、曹操が鮑信らの計らいで後継の兗州牧に推されるのを容認した。
193年、袁術が正式な兗州刺史の金尚を擁して攻め込んできたときも、曹操に命じて匡亭の戦いにおいて、袁術を揚州の寿春へ退かせた。同年、公孫瓚が劉虞を殺害し、劉虞の旧臣が烏桓を巻き込んで、公孫瓚に対して一斉に反乱を起こした。袁紹は劉虞の子の劉和を支援しその内紛に介入し、鮑丘の戦いで麴義や劉虞の旧臣が公孫瓚を破ると、公孫瓚は10年は籠ることのできると言われた難攻不落の易京城に籠城した。袁紹は麴義に叛かれるなどの損害もあったが、公孫瓚の消極的な姿勢にも助けられ易京の包囲と攻撃に成功した。さらに、公孫瓚が城外の公孫続・黒山賊張燕と連携しようとした作戦も察知し、これを破った。建安4年（199年）には、地下道を掘り進めて易京を陥落させて、公孫瓚を滅亡に追い込んだ。
この間、曹操が徐州の陶謙を攻撃すると、朱霊を援軍に派遣し支援した。また、張邈・陳宮が呂布を呼び入れて、兗州において曹操に対して反乱を起こしたときも、曹操を支援した。青州を任せていた臧洪を東郡太守に任命したが、臧洪が恩義のある張超を支援しようとしたため、敵対関係となり、やむなくこれを討ち果たした。青州には長男の袁譚を送り込み、袁譚は孔融を追い払い青州の支配を固めた。また并州方面には高幹を派遣した。徐州は陶謙の没後、劉備が継承していたが、袁紹は劉備の支配を容認し、劉備も袁譚を孝廉に推挙するなど友好的な姿勢を示したが、袁術も徐州を狙っており、劉備はやがて呂布にその地位を奪われた。
献帝が長安を脱出してくると、献帝を擁立するか否かを巡って家臣団が対立した。結局、曹操が献帝を許において擁立すると、人事や官位の任免に干渉し、建安2年（197年）には曹操を押しのけて大将軍に任じられ、使持節・大将軍・督青幽并三州諸軍事・冀州牧・邟郷侯を名乗った。
袁紹が公孫瓚を滅亡寸前まで追い込んでいたころ、曹操は張繡・劉表・袁術・呂布といった敵を抱えて東奔西走を余儀なくされていた。袁紹は挑発的な手紙を送ったため、曹操の心中は穏やかではなかった。198年、曹操は呂布を降したが、その前後から袁紹に敵対姿勢を示すようになり、翌年には張繡と張楊の勢力を吸収し、公孫瓚を滅ぼした袁紹と並ぶ、中原の二大勢力になっていった。

### 曹操との決戦
199年、袁術が帝位を自称したものの零落し、袁紹に身を寄せることを申し出てくると、袁譚に袁術を迎え取らせようとしたが、曹操の命令を受けた劉備に阻止された。
同年、劉備が徐州にて曹操に反乱を起こし、袁紹に救援を求めてきた。配下の田豊は、この機会に曹操を滅ぼすべしと主張したが、袁紹は子供(袁尚)の病を理由に断った。曹操はこの時、青州に遊軍を送って牽制しつつ、既に黄河に布陣していたが、袁紹が未だ攻めてこないことを知ると、200年には自ら軍勢を反転させて劉備を追い散らした。敗れた劉備は袁譚の元に身を寄せたので、袁紹はこれを匿った。
袁紹は南征の意思を固め、陳琳に書かせた檄文を自らの支配する四州へ出し、後世に「官渡の戦い」と呼ばれる一大戦役に臨んだ。この際、沮授や田豊は持久戦を主張し、郭図や審配らは速戦を主張したが、袁紹は後者の言を受け入れた。この速戦戦略の不利益を頑なに主張する田豊を、袁紹は遂には投獄してしまった。
建安5年（200年）2月、袁紹は遂に軍を発し河南へ向けて侵攻を開始した。緒戦こそ白馬・延津で顔良・文醜らが討ち取られるなど出鼻を挫かれたものの、兵力・物資で勝る袁紹軍はじりじりと曹操陣営を圧迫し、陽武から官渡へと曹操軍を破って進軍した。官渡の砦を防衛線にした曹操軍に対し、袁紹は土山を築いたり地下道を掘り進めたりなどしたが、曹操軍も同じく土山を築くなどしてこれに対抗した。
秋に入ると、曹操領豫州汝南郡（袁紹の出身地でもある）では黄巾の残党であった劉辟や龔都が反乱を起こし、袁紹は劉備を送ってこれを支援した。また、曹操軍内では兵糧が枯渇し兵が疲弊、袁紹に投降を考えて内通する者が続出した。曹操は一時的な退却を考え、荀彧に相談していた。
袁紹は眭元進・韓莒子・呂威璜・趙叡の四将を淳于瓊に指揮させ、輸送された食糧を備蓄した兵糧庫を守備させようとした。このときに沮授は、淳于瓊に加えて蔣奇に別働隊を指揮させて守備を万全にすることを袁紹に進言したが、またしても受け入れられなかった。これより以前、袁紹は沮授の軍権を削って郭図と淳于瓊に分け与えるなど、袁紹軍の内部は対立が深刻化していた。
10月、袁紹陣営の許攸は膠着した戦線を打開するべく、軽装兵を用いて許都を襲撃することを説いたが袁紹に受け入れられず、また家族が罪を犯して審配に逮捕されたことで嫌気がさし、曹操陣営に投降した。許攸は淳于瓊が守る烏巣の兵糧庫の所在を暴露した。曹操は本陣の兵力の過半を裂いて出陣、敵の哨戒網を突破して、烏巣を強襲した。沮授は兵糧守備の懸念を再度直訴したが、袁紹の不興を買って斥けられ、郭図の目論む(俄か仕込みの)囲魏救趙の計(半数の兵で手薄の敵本陣を攻め、残りの兵で烏巣に援軍する)が採用された。だが、折角の計略も狙いを絞ることが出来なかったために、味方のいずれもが敗退した。結果、烏巣の兵糧庫は炎上陥落し、淳于瓊は敗死した。これが大きな打撃となり、さらに曹操の本陣を攻撃していた高覧・張郃らの寝返りなどもあり、袁紹は冀州に敗走した。
201年4月、倉亭を守備していた袁紹配下の軍が、曹操軍に破られた（倉亭の戦い）。
敗戦後、冀州の各地で反乱が勃発したが、袁紹は軍勢を立て直すと全て鎮圧した。また、曹操も袁紹の存命中は河北に侵攻しなかった。
しかし建安7年（202年）5月、袁紹は発病し、苦悶の内に血を吐いて死去した（『三国志』魏志「袁紹伝」）。ふだん民衆に仁政を行ったため、この死を聞いた河北の百姓たちは嘆き悲しんだという（『献帝春秋』）。

### 死後
袁紹は生前に明確な後継者を選んでいなかった。このことが彼の死後に災いして、袁氏勢力は長男の袁譚派（郭図・辛評ら）と末子の袁尚派（審配・逢紀ら）に分裂する。建安9年（204年）に曹操が袁氏の本部である鄴を攻め落とした。甄夫人を含む袁氏一族の妻子が落城の際に乱取りされたという。後、曹操は袁紹の墓を祀った。袁紹の本妻である劉氏を慰労し、絹や米を賜った。
袁譚・袁尚は相続を巡り骨肉の争いを繰り広げ、その間隙を曹操に付け込まれた。建安10年（205年）には袁譚を、建安12年（207年）には袁尚を討ち取られ、袁氏は滅亡した。

## 評価
『三国志』の編者である陳寿は、「袁紹の威容は堂々としており、名声は天下に轟き、河北に割拠した」と前置きしながらも、やはり同じく群雄であった劉表とをまとめて「しかし、外面は寛大に振舞いながら内面は猜疑心が強く、謀を好みながら決断力に欠けていた。また、優れた人物がいても用いることができず、忠言を聴いても実行できなかった。長子を廃して庶子を後継ぎにしようと考え、礼儀を捨て個人の情を重んじた。だからその死後、子孫が困窮し、領地を失ったのは当然であった」と評している。曹操や孫権の後継争いの際にも、袁紹と劉表は悪しき前例として言及されている。

## 人物・逸話
袁紹は『三国演義』始め、多くの三国志創作では名門の出自によって出世しただけの暗君として描かれているが、史書には以下のような人物像が記録されている。
- 袁紹の母親は婢女であり[19]、凡才であれば、もともと名が史書に記録されるような立場にはなかった。
- 「容貌端正」[20]「姿貌威容あり」[20]「姿弘雅」[21]とあり、秀麗な容姿であった。しかし、「体長婦人」[22]とも記されており、小柄な人物であったことが分かる。
- 後漢末期当時、四つの州を支配した袁紹は最も強盛であるとされた[10]。劉廙は上奏文の中で「孫権・劉備の実績は袁紹の事業と比較にならない」と言っている[23]。
- おっとりとして上品で、喜怒哀楽の感情を表さなかったと言われる[24]。
- 魏郡の軍勢が謀叛を起こし黒山の于毒と結んで鄴城を攻めたという一報が入った時、その場にいた席上の客達は動揺し、中には泣き叫ぶ者もいたが、袁紹は顔色を変える事もなく泰然自若としていた[24]。
- 公孫瓚配下の騎兵二千騎余りが突如来襲してきた時には田豊が避難させようとしたが、袁紹は兜を地面に叩きつけて「大丈夫たる者は突き進んで戦死するものだ」と言った[24]。
- 漢末期の王公の間で雅であるとされた幅巾という幅の広い絹の頭巾を被っていた[25]。
- 帰郷の際、人物評価で名声の高い許劭の目を気にして、車一台だけで帰った[26]。
- 敵対している立場から郭嘉が「袁紹は人民、蛮人に恩を施していたから、袁紹の息子たちが生きていられるのです」と発言し[27]、荀攸が「袁紹は寛大さと厚情によって人々の気持ちを把握していました」[28]と発言しており、袁紹の死を民百姓が嘆き悲しんだ事から[29]、仁政を執り行った事が分かる。

## 親族
- 袁湯（祖父）
- 袁成（父か養父）[30]
- 袁逢（叔父か生父）
- 袁隗（叔父）
- 袁基（嫡兄か従兄）
- 袁術（嫡弟か従弟）
- 袁遺（従兄）
- 楊彪妻（姉か妹）
- 高躬妻（姉か妹）
- 劉氏（後妻）
- 袁譚（長男）
- 袁煕（次男）
- 袁尚（三男）
- 袁買（四男、一説は兄の子）[31]
- 高幹（甥）
- 李宣（姻族）

## 配下
| - 王修 - 応劭 - 王摩 - 郭祖 - 郭図 - 何茂 | - 韓莒子 - 韓馥 - 韓猛 - 顔良 - 麴義 - 季雍 | - 許攸 - 牽招 - 公孫犢 - 耿苞 - 高覧 - 崔琰 | - 崔巨業 - 周喁 - 周昂 - 朱漢 - 朱霊 - 淳于瓊 | - 荀諶 - 蔣奇 - 蔣義渠 - 審配 - 辛毗 - 辛評 | - 眭元進 - 沮授 - 趙叡 - 張郃 - 張導 - 張楊 | - 陳琳 - 田豊 - 陶升 - 董昭 - 文醜 - 逢紀 | - 孟岱 - 李延 - 栗成 - 劉和 - 劉献 - 劉詢 | - 劉備 - 呂威璜 - 呂布 - 盧植 |

『三国志演義』でのみの配下
- 辛明
- 陳震